# Hof van Sint-Jakobus
Het Hof van Sint-Jakobus (Engels: Court of Saint-James's) is de officiële naam van het Britse koninklijke hof. Ambassadeurs worden geaccrediteerd bij het Hof van Sint-Jakobus.
Het Hof van Sint-Jakobus is vernoemd naar St. James's Palace, dat officieel nog steeds een residentie van de Britse koningen is.